# 奥林匹克剧院

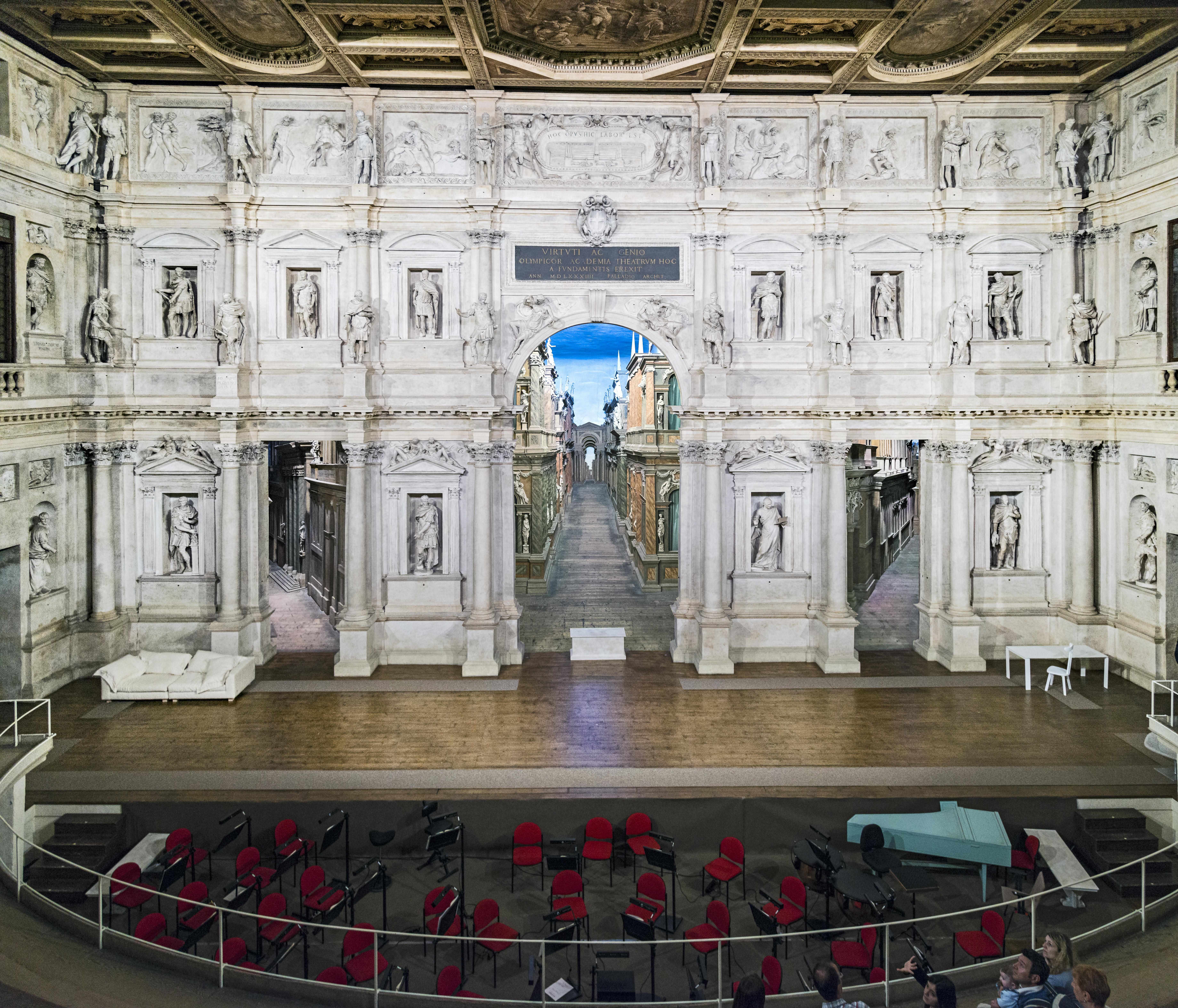
奥林匹克剧院的舞台布景

奥林匹克剧院（Teatro Olimpico）是意大利北方维琴察的一个剧院，建于1580-1585年。该剧院是由意大利文艺复兴时期的建筑师安德烈亚·帕拉弟奥设计，直到他去世后才完成。舞台布景具有视觉陷阱效果，由文森佐·斯卡莫齐设计安装于1585年，是现存最古老的舞台布景。
奥林匹克剧院与萨比奥内塔的古代剧院（Teatro all'antica）以及帕尔马的法尔内塞剧院是仅存的三座文艺复兴剧院之一。后两个剧场在很大程度上也是基于奥林匹克剧院。
1994年，奥林匹克剧院，连同维琴察城内外其他帕拉第奥建筑，被列为世界遗产。

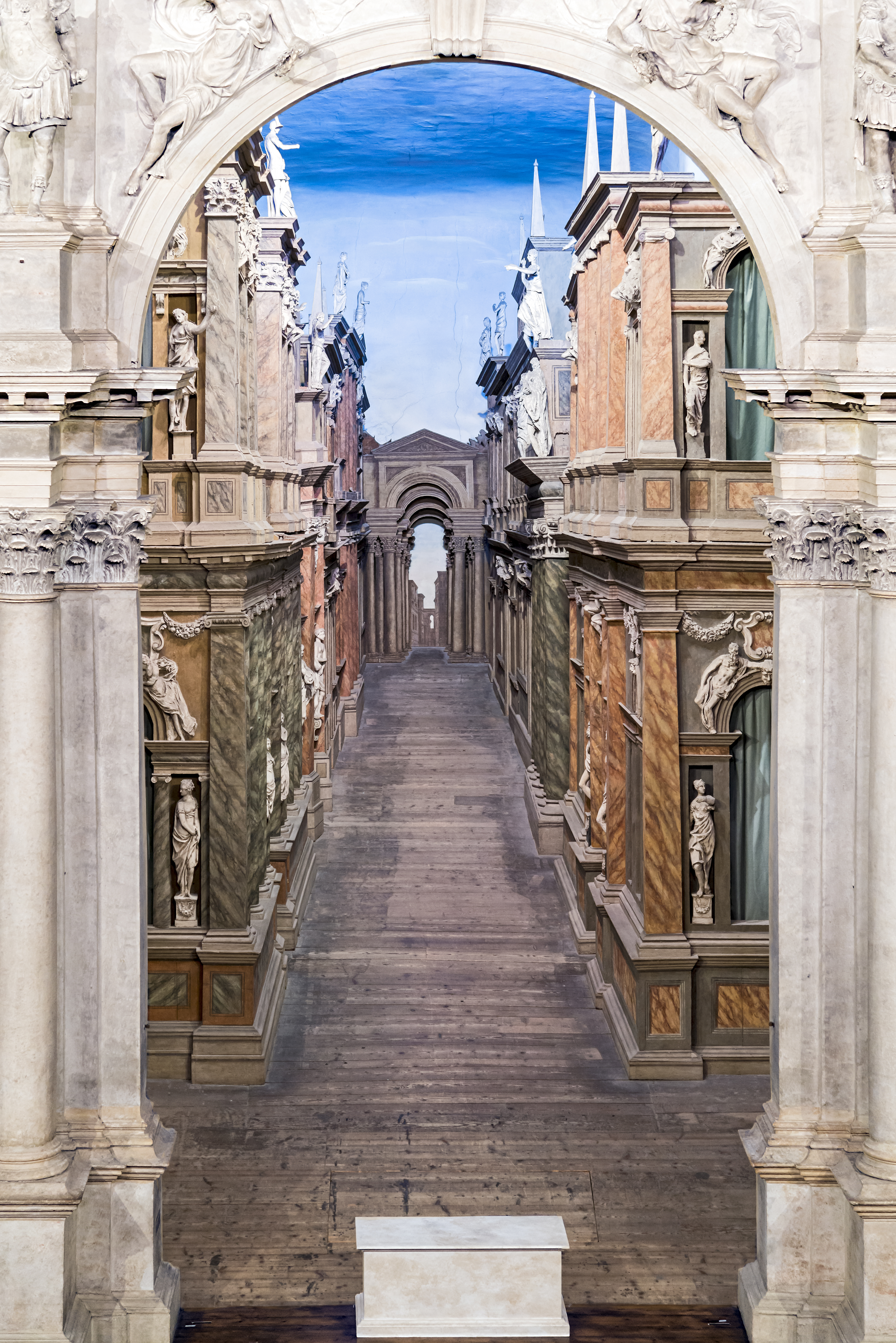
舞台布景细部

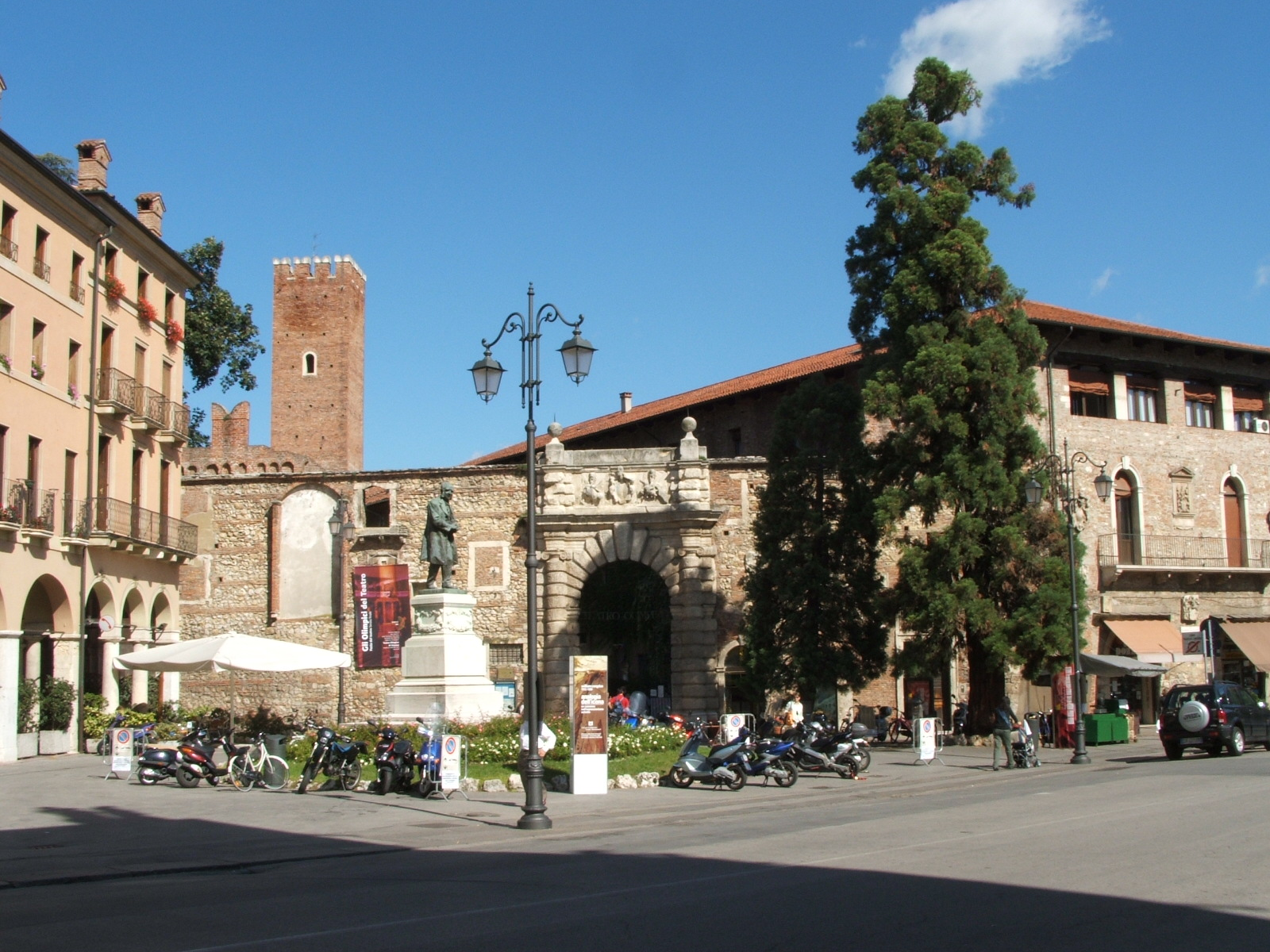
奥林匹克剧院庭院在广场的入口